# Showtime！姊姊帶你一起動
《Showtime！姊姊帶你一起動》是日本漫畫家きりきり舞創作的成人漫畫作品，自2020年8月31日起在電子漫畫平台ComicFesta上連載，單行本由ブラスト出版發行。改編電視動畫由彗星社製作，第一季自2021年10月4日起在TOKYO MX上播出，全8集。第二季自2023年1月9日起播出。

## 角色
高崎三奈美（聲：北見六花）
兒童電視節目《和大姐姐一起唱吧》的主持人。因為工作因素無法戀愛，很久沒有跟異性獨處。愛情諸事不順、備感空虛而借酒澆愁，在這種情況下偶遇了藤本父女。
藤本翔二（聲：八神仙）
目標是成為繪本作家的單親父親，育有一女果南，妻子在前些年過世；對三奈美懷有好感並積極追求。
藤本果南（聲：暁あいり）
翔二的獨生女，也是兒童節目的忠實觀眾。
和弘大哥（聲：白上奏）
兒童節目男性助理主持人，三奈美的同事。
波碳（聲：櫻井ありす）
三奈美主持的兒童節目吉祥物，也有在攝影棚拍攝的真人布偶裝版本。
瀨川麻耶（聲：ゆうきまりも）
「目高出版社」的總編輯。
曾在八卦雜誌社偷拍翔二和三奈美密戀幽會事發之後，出手幫他們倆解圍。

## 出版書籍
1. [3]

2021年9月18日發售、ISBN 978-4-434-29052-7

## 電視動畫
改編電視動畫由彗星社製作，みうらさぶろう擔任監督及腳本，主題曲由柊莉⾳作詞、作曲、編曲，北見六花演唱，小林達矢監修。動畫自2021年10月4日起開播，而同為彗星社製作的獻身給魔王伊伏洛基亞吧在2021年10月3日播出，這是彗星社首次嘗試在一季中播出兩部作品。

### 主題曲
| 1期主題曲カフェラテ恋ゴコロ 歌：高崎三奈美（みなみお姉さん）（北見六花） 作詞、作曲、編曲：柊莉音 監修：小林達矢 | 2期主題曲サイダーみたいな恋をして 歌：高崎三奈美（みなみお姉さん）（北見六花） 作詞：G-zass、作曲、編曲：かねこかずき・ジョーカーサウンズ 監修：小林達矢 |

### 各話列表
| 第1部 |                            |                |                |                                                  |                |        |
| 1 | 就算戀愛禁止也想戀愛       | みうらさぶろう | みうらさぶろう | LAZZ、へばらぎ                                   | 2021年10月4日  | LAZZ   |
| 喪偶的男子藤本翔二本來打算帶著女兒果南一起欣賞《和大姐姐一起唱吧》的現場舞台節目，但該節目音器材故障而中止，翔二便帶果南到餐廳用餐，並遇見在《和大姐姐一起唱吧》節目負責帶動唱的大姐姐高崎三奈美。但因為三奈美私下和節目中的形象差異很大，翔二並沒有認出來。三奈美和翔二相談甚歡，又見他隻身照顧孩子，便幫他抱孩子並和他一起回家，翔二也認出了三奈美的身分。兩人都十分感謝對方的陪伴，三奈美給了翔二感謝的吻，翔二便開始愛撫三奈美。 |                            |                |                |                                                  |                |        |
| 2 | 沒有……不願意               | みうらさぶろう | みうらさぶろう | LAZZ、阿部可奈子、へばらぎ                       | 2021年10月11日 | LAZZ   |
| 在翔二準備進行插入式性行為時，三奈美羞憤地打了他一巴掌，並立刻離開了。翔二抽中了《和大姐姐一起唱吧》節目親子展覽會，便帶果南一起參加，但兩人卻走散了。三奈美找到果南，並帶她和翔二會合，翔二在三奈美身上看見亡妻的幻影，並就先前的衝動行為道歉。三奈美表示自己並不討厭，之後和翔二進行股交。 |                            |                |                |                                                  |                |        |
| 3 | 現在的我可以不做大姐姐嗎？ | みうらさぶろう | みうらさぶろう | 阿部可奈子、へばらぎ                             | 2021年10月18日 | LAZZ   |
| 兩個月後，翔二和三奈美重逢，並因為躲雨進入賓館，並順勢發生了性行為，而翔二也對三奈美告白。之後兩人約好在休假日出遊。 |                            |                |                |                                                  |                |        |
| 4 | 我還是第一次在遊樂園約會   | みうらさぶろう | みうらさぶろう | 阿部可奈子、へばらぎ                             | 2021年10月25日 | LAZZ   |
| 翔二把果南託給朋友照顧，並和三奈美到遊樂園約會。翔二提到自己的夢想是出版繪本，之後兩人在摩天輪車廂內愛撫。對於翔二的告白，三奈美雖然沒有不願意，但礙於工作限制而無法答應，而她也對翔二的亡妻有所顧忌。 |                            |                |                |                                                  |                |        |
| 5 | 我能代替媽媽嗎？           | みうらさぶろう | みうらさぶろう | LAZZ、阿部可奈子                                 | 2021年11月1日  | LAZZ   |
| 翔二的畫冊入圍出版社的決賽。之後他帶著果南和三奈美聚餐，並希望三奈美能忘記自己的告白，但三奈美卻難過地流淚。兩人在走廊上進行股交，之後三奈美向翔二表示自己無法代替他的妻子，便頭也不回地離去了。 |                            |                |                |                                                  |                |        |
| 6 | 讓我們先從交往開始吧       | みうらさぶろう | みうらさぶろう | LAZZ、龜田あられ、澤田鈴、空久保美貴、阿部可奈子 | 2021年11月8日  | LAZZ   |
| 翔二的母親催促翔二再婚，另一方面，三奈美因為失戀而影響工作表現。兩人在公園偶遇，翔二再次表達了自己的心意，兩人便開始交往，之後兩人在三奈美的住處做愛。 |                            |                |                |                                                  |                |        |
| 7 | 如果傳出醜聞的話……         | みうらさぶろう | みうらさぶろう | LAZZ、阿部可奈子、空久保美貴、山根あおい         | 2021年11月15日 | LAZZ   |
| 翔二的作品落選了，他開始籌備新作品。翔二、果南和三奈美一起去給翔二的亡妻掃墓，雖然翔二和三奈美已經決定攜手共度生活，但三奈美也擔心自己和翔二的戀情被曝光後會演變成醜聞並影響自己的演藝事業，便希望翔二不要操之過急。之後兩人進行車上性行為。 |                            |                |                |                                                  |                |        |
| 8 | 唱歌的大姐姐也在戀愛       | みうらさぶろう | みうらさぶろう | 龜田あられ、澤田鈴、阿部可奈子、山根あおい       | 2021年11月22日 | LAZZ   |
| 三奈美和翔二因為堤防醜聞而鮮少見面，在兩人通電話時，翔二因過度操勞而倒下。三奈美便不顧風險，前去他家照顧他，之後和他發生性行為。儘管兩人不能常見面，但翔二和果南依然透過電視節目受到三奈美的鼓勵。 |                            |                |                |                                                  |                |        |
| 第2部 |                            |                |                |                                                  |                |        |
| 1 | 唱歌的大姐姐不能談戀愛嗎？ | みうらさぶろう | みうらさぶろう | 桃                                               | 2023年1月9日   | 待公佈 |
| 翔二帶著果南找三奈美聚餐，酒足飯飽後，三奈美和翔二在沙發上做愛。在三奈美和兩人告別時，其景象被某人拍下。 |                            |                |                |                                                  |                |        |
| 2 | 想讓我的愛慕之人看到浴衣   | みうらさぶろう | みうらさぶろう | 桃                                               | 2023年1月16日  | 待公佈 |
| 三奈美發現自己遭到跟蹤，但她不想讓翔二擔心，並未透露此事。她和翔二約好觀賞煙火，在一起選購浴衣時，三奈美發現同事也在附近，連忙把翔二拉進更衣室，兩人順勢在裡面素股。之後翔二察覺三麥美的異狀，但三奈美回絕了翔二的幫助，表示自己可以獨力處理。 |                            |                |                |                                                  |                |        |
| 3 | 已經……這麼濕了             | みうらさぶろう | みうらさぶろう | 桃                                               | 2023年1月23日  | 待公佈 |
| 三奈美即將在大舞台演唱，亦因為工作更忙碌而不能頻繁與翔二見面。某日兩人相會，三奈美在洗盤子時弄濕襯衫，透出底下的胸罩，讓翔二慾火難耐，兩人便在廚房親熱一番，之後兩人吻別的場景被記者拍個正著。 |                            |                |                |                                                  |                |        |
| 3.5 | 番外篇                     | 待公佈         | 待公佈         | 待公佈                                           | 2023年1月30日  | 待公佈 |
| 4 | 醜聞已經知道了……！？       | みうらさぶろう | 真部一宏       | 桃                                               | 2023年2月6日   | 待公佈 |
| 5 | 我喜歡他                   | みうらさぶろう | ぱぴぷぺすけ   | 桃                                               | 2023年2月13日  | 待公佈 |
| 6 | 對決！八卦出版商           | みうらさぶろう | 戶田昊         | 桃、LAZZ                                         | 2023年2月20日  | 待公佈 |
| 6.5 | 番外篇                     | 待公佈         | 待公佈         | 待公佈                                           | 2023年2月27日  | 待公佈 |
| 7 | 美麗的煙花                 | みうらさぶろう | みうらさぶろう | 三角慶、LAZZ、、桃                               | 2023年3月6日   | 待公佈 |
| 8 | 人人都愛三奈美姐姐         | みうらさぶろう | えりざべ       | LAZZ、、桃                                       | 2023年3月13日  | 待公佈 |

## 外部連結
- 《Showtime！姊姊帶你一起動》電視動畫官方網站（日語）